# Pigskin 621 A.D.
Pigskin 621 A.D. — игра в жанре симулятора американского футбола\регби без правил. Цель игры — набрать больше очков, чем другая команда, в основном за счёт тачдаунов.

## Игровой процесс
В игре 2 команды: синяя во главе с Thor Akenbak и красная во главе с Atilla DeSoil. В каждой команде 6 человек, управлять можно только капитаном, остальным игрокам можно только приказывать бить, дать пас или сменить тактику. Капитан может прыгнуть вперёд при одновременном нажатии удара и паса. Цель всего одна — сделать тачдаун, то есть донести мяч до противоположного конца поля. В игре нет перерывов на расстановки.
Во время матча можно подбирать оружие (верёвка, меч, топор, копьё, коса, факел, дубина с шипами) и убивать им противников, которые оживут только после тачдауна. Неиспользованное оружие остаётся у игрока после тачдауна. На поле игрок может устроить массовую драку (при одновременной атаке игрока и соперника), исход которой решается в пользу той команды, у которой в схватке было больше игроков или имелось оружие.
Матч состоит из 4 встреч, первые 2 проходят на поляне, а другие 2 — в замке. На поле имеется много препятствий: камни, брёвна, грязь, лужи, ямы и т. п.
Во 2-й встрече проигрывающей команде на поле помогает подкупленный человек с копьём, но он стоит на одном месте. Во 2-й половине матча на помощь проигрывающей команде приходит тролль взамен одного из игроков. А при большой разнице в очках у проигрывающей команды троллями становятся все игроки (перед этим зрители кричат Troll Bowl!).
Тачдаун приносит 6 очков. Если время владения мячом превышает минимальное время (10 секунд), то игрок будет получать +1 очко. Таким образом можно заработать много очков, если избавиться от большинства игроков соперника.

## Версия для Sega Genesis
В Sega Genesis нет косы и верёвки и практически нет музыки. Можно настраивать время игры, управление, скорость (всего 2 выбора и по сравнению с оригиналом, одна скорость слишком медленная, а другая слишком высокая). Есть скрытый тест звуков.